# Пажен, Эмо
Эмо Пажен (фр. Aimo Pagin; род. 1983) — французский пианист. Сын скрипачей Диего Пажена и Сильвии Маркович.
Учился в Страсбургской консерватории, затем в Женевской консерватории у Доминика Мерле и в Консерватории Пибоди у Леона Флейшера. Прошёл также мастер-классы Паскаля Роже, Марии Типо, Владимира Фельцмана и Раду Лупу, последнего по болезни заменил на концерте в Бухаресте в 2009 году. Лауреат ряда международных конкурсов — в частности, в 2007 году получил вторую премию в Ферроле и третьи в Кампильосе и Сульмоне. Гастролировал в Испании, Польше, Аргентине и др.